# Psykedelisk
|  | Wiktionary har en ordboksartikel om psykedelisk. |

Psykedelisk, sinnesvidgande, själsöppnande, något som förändrar (berikar) sinnesupplevelserna, hallucinatorisk (på engelska psychedelic). Ordet myntades 1957 av den amerikanske läkaren Humphrey Osmond för att beskriva effekterna av hallucinogena droger som meskalin och LSD.